# Zvekovica
Zvekovica är en ort i Kroatien.   Den ligger i länet Dubrovnik-Neretvas län, i den sydöstra delen av landet, 400 km söder om huvudstaden Zagreb. Zvekovica ligger 107 meter över havet och antalet invånare är 400.
Terrängen runt Zvekovica är varierad. Havet är nära Zvekovica åt sydväst. Runt Zvekovica är det glesbefolkat, med 12 invånare per kvadratkilometer. Närmaste större samhälle är Dubrovnik, 14,4 km nordväst om Zvekovica. 